# 1419. letka RAF
1419. letka (anglicky No. 1419 Flight) je bývalá samostatná letka Royal Air Force.

## Historie

### Druhá světová válka
Jednotka byla založena 21. srpna 1940 jako 419. letka pro speciální operace (anglicky No. 419 (Special Duties) Flight) na základně RAF North Weald. Později byla přeložena na základnu RAF Stradishall, kde byla 1. března 1941 přeznačena na 1419. letku pro speciální operace (anglicky No. 419 (Special Duties) Flight). S výzbrojí strojů s krátkým vzletem a přistáním Westland Lysander a bombardérů Armstrong Whitworth Whitley a Martin Maryland prováděla utajované transportní a výsadkové operace pro potřeby Special Operations Executive.
Letka byla rozpuštěna 25. srpna 1941 na základně RAF Newmarket, když se z ní zformovala 138. peruť RAF, která v tomto typu operací pokračovala až do konce války.

### Válka v Iráku
Jednotka byla obnovena 5. března 2005 v irácké Basře jako 1419. letka taktické podpory (anglicky No. 1419 (Tactical Support) Flight) z částí 28. a 78. peruti ze základny RAF Benson vybavených vrtulníky AgustaWestland Merlin HC.3, a jako součást Joint Helicopter Force (Iraq) působila při podpoře operace Telic až do doby snížení počtu britských sil v Iráku, kdy byla stažena do Afghánistánu, k podpoře operace Herrick.

### Afghánistán
V roce 2009 byla letka přeložena na afghánskou základnu Camp Bastion jako součást Joint Helicopter Force (Afghanistan).
Letka byla rozpuštěna v květnu 2013 a její stroje se navrátily do Spojeného království.